# آرسابنزن
آرسابنزن (نام علمی: Arsabenzene) یک ترکیب شیمیایی با شناسه پاب‌کم ۱۳۶۱۳۲ است. شکل ظاهری این ترکیب، گاز بی‌رنگ است.